# Concilio de Roma (680)
El 27 de marzo del año 680 el Papa Agatón convocó un concilio en Roma presidiendo a ciento veinticinco Obispos de cuyo número era San Vilfrido. 
En él se enviaron Diputados a Constantinopla para el Concilio General con una Carta del Papa y otra del Concilio al Emperador Constantino Pogonato. De este Concilio no nos quedan más que estas dos Cartas. El Papa en la suya explica la Fe de la Iglesia, sobre la Trinidad y la Encarnación, principalmente la cuestión de dos voluntades, sobre la que dice claramente que las tres Personas Divinas, no teniendo más que una naturaleza tampoco tienen más que una voluntad pero que en Jesucristo como hay dos Naturalezas, igualmente hay dos voluntades y dos operaciones. Prueba la distinción de las dos voluntades por los pasajes de los Padres Griegos, en original y de los Padres Latinos, traducidos al Griego. 
La Carta Sinodal es también en su nombre y en el de todas las Provincias de Occidente y contiene en sustancia las mismas cosas que la Carta del Papa. 